# Autoridade de Comando Nacional (Paquistão)
A Autoridade de Comando Nacional ( Urdu: نيشنل كمانڈ اتھارٹى; abreviada como ACN ) é o comando civil responsável por supervisionar o emprego, formulação de políticas, exercícios, desdobramento, pesquisa e desenvolvimento, e comando operacional e controle dos arsenais nucleares do Paquistão .
A Autoridade de Comando Nacional foi estabelecida em 2000 como sucessora do Comando Estratégico da Força Aérea, que foi estabelecido pelo então Chefe do Estado-Maior da Aeronáutica, Anwar Shamim, em 1983.
A Autoridade Nacional de Comando é encarregada de operações conjuntas (como satélites militares ), operações de informação (como guerra de informação ), defesa antimísseis , comando e controle interno e externo, inteligência, vigilância e reconhecimento e dissuasão estratégica alem de combater as armas de destruição em massa .  A Autoridade do Comando Nacional supervisiona as operações do Exército do Paquistão , da Força Aérea e dos Comandos Estratégicos da Marinha , juntamente com sua base funcional.  A estrutura de comando estratégico militar unificado da ao Primeiro Ministro e ao Gabinete do Paquistão um recurso unificado para maior compreensão de ameaças específicas (militares, nucleares, químicas, biológicas, radiológicas, convencionais e não convencionais e inteligência) e os meios para responder a essas ameaças o mais rápido possível para evitar danos colaterais.  O Primeiro Ministro civil é o Presidente deste Comando, com todos os ativos militares, componentes do ACN e comandos estratégicos diretamente subordinados ao Presidente de seu curso de desenvolvimento e implementação.

## História
O governo do Paquistão sentiu a necessidade de criar uma autoridade administrativa após os primeiros testes atômicos do Paquistão no final de maio de 1998
Em abril de 1999, o presidente do Comitê de Chefes de Estado Maior e o Chefe do Estado-Maior do Exército, general Pervez Musharraf, desenvolveram um sistema unificado de comando central para usar a tecnologia nuclear e de mísseis como parte da defesa e segurança de ativos nucleares sob controle do governo.  Finalmente, o comando foi formalmente estabelecido e comissionado em 3 de fevereiro de 2000, após a aprovação pelo Conselho de Segurança Nacional do Paquistão.   O Primeiro Ministro do país serve como seu presidente, enquanto outros membros incluíam os destacados Ministros das Relações Exteriores, Defesa, Econômica, Ciência e Interior.
Desde sua fundação, Pervez Musharraf, como presidente do Paquistão , serviu seu primeiro presidente.  No entanto, após as eleições gerais de 2008 , os legisladores paquistaneses introduziram uma nova lei que foi aprovada por unanimidade pelo parlamento paquistanês .  O projeto colocou a Autoridade da ACN sob o comando do Primeiro Ministro.